# Sheego
Die sheego AG ist eine Modemarke für Damenmode ab Größe 40 („Plus-Size-Mode“) und eine 100-prozentige Tochter der Otto Group. Sie ist im Januar 2021 aus der 1954 in Hanau (Hessen) gegründeten Schwab Versand GmbH hervorgegangen und konzentriert sich heute als Onlineanbieter auf Große Größen.
Der Onlineshop von sheego wurde 2018 und 2020 von Kundinnen im Rahmen des Focus Deutschland Tests zum besten Onlineshop in der Kategorie „Fashion Große Größen“ gekürt.

## Geschichte

### Gründung und Entwicklung des Schwab Versands
Das Unternehmen wurde 1954 durch den Kaufmann Friedrich Schwab als Schwab Versand gegründet. 1976 übernahm die Otto Group den Universalversender zu 100 Prozent. Der Schwab Versand wurde 1996 von einer AG in eine GmbH umgewandelt.
Das Geschäftsmodell des Schwab Versands wandelte sich über die Jahre der Unternehmensgeschichte. In den 1950er Jahren transportierten die Mitarbeiter die Waren – damals vor allem Schuhe – direkt zu den Kunden. In den folgenden Jahrzehnten blieb der Katalogversand das Kerngeschäft. Das Unternehmen versuchte sich aber auch mit einzelnen Schwab-Kaufhäusern im stationären Vertrieb. Mit der Digitalisierung verlagerte sich der Schwerpunkt auf den Onlinehandel. Bis zum Schluss blieb der Schwab Versand jedoch Multichannel-Händler. Das Sortiment der Schwab Versand GmbH setzte sich zusammen aus Mode, Wohnen, Sport und Technik. Das Vertriebsgebiet des Unternehmens war schwerpunktmäßig Deutschland. Teile des Sortiments wurden aber auch über selbständige Partner in 20 weiteren Ländern vertrieben. Neben dem Versand bot das Unternehmen auch Dienstleistungen in den Bereichen Service und Logistik an. Im Rahmen der Exportabwicklung der Otto Group betrieb Schwab unter anderem die Belieferung von Großkunden im osteuropäischen Raum.

### Etablierung der Marke sheego und Umfirmierung
Ab 2009 entwickelte der Schwab Versand die eigene Modemarke sheego, die sich auf Damenmode im Bereich der Größen 40 bis 58 spezialisiert hat.
2014 war sheego erstmals bei der Plus-Size-Messe Curvy is sexy, die während der Berlin Fashion Week stattfand, vertreten. Von 2014 bis 2018 fand eine Kooperation zwischen sheego und der Designerin und ehemaligem Plus Size-Model Anna Scholz statt.
Seit 2017 gibt es eine Mobile App. Im selben Jahr war die Modemarke Partner der Castingshow „Curvy Supermodel“ auf RTL II. Ende 2017 beendete sheego das im August 2013 gestartete Shop-in-Shop-Konzept.
2018 begann eine Kooperation zwischen sheego und dem Online-Modehändler Zalando. Im selben Jahr fokussierte man den Vertrieb der Marke zusätzlich zum eigenen Online Shop auf digitale Plattformen mit Modefokus.
2019 gab es eine Design-Kooperation mit der Modedesignerin und Buchautorin Miyabi Kawai und eine weitere Kooperation mit der Sängerin Alina.
Ab 2020 fand eine größere Umstrukturierung im Unternehmen statt, im Rahmen derer nicht alle Mitarbeiter gehalten werden konnten und die Vertriebsmarken Schwab (Universalversand) und Avendro (Export-Geschäft) zugunsten einer Fokussierung auf die Marke sheego eingestellt wurden. 2020 wurden TV-Moderatorin Leonie Koch und Sängerin Bahar Kizil die neuen Botschafterinnen des Modelabels.
Nachdem der Schwab Versand im Jahr 2020 sein Geschäftsfeld als Multichannel-Anbieter mit Vollsortiment eingestellt hatte, firmierte im Februar 2021 das Unternehmen um zur „sheego GmbH“. Zeitgleich wurde der Unternehmenssitz nach Frankfurt am Main verlegt.
2023 firmierte sheego erneut um und wurde zu einer Aktiengesellschaft. Im selben Jahr wurde sheego mit dem German Brand Award in den Kategorien Brand Innovation of the Year und Brand Strategy – B2C ausgezeichnet.

## Unternehmensstruktur
Die Geschäftsführung und ab 2023 der Vorstand liegt bei Michael Derse und Beatrice Grünwald. Logistikpartner von sheego ist die Hermes Fulfilment GmbH, die den Logistikstandort Langenselbold von der Schwab Versand GmbH übernommen hat.

## Produkte
Sheego bietet Damenmode in den Konfektionsgrößen 40 bis 58 („Plus-Size-Mode“) an. Der Schwerpunkt liegt dabei auf Abendmode, Kleidern und Denim. Auch Sportbekleidung, Unterwäsche und Schuhe werden angeboten. Die Produkte werden über den Online-Shop, über eine App und über die Plattformen About You, Zalando, Otto, Klingel-Gruppe, Freemans Grattan Holdings (fgh), Unito, Limango, wundercurves, mirapodo, Galeria, und Baur vertrieben.
Sheego entwickelte das Label sheego cares, das für den Einsatz nachhaltiger Qualitäten, soziale Standards und Umweltschutz steht. Bis 2025 sollen 60 % aller für die Kollektionen eingesetzten Materialien aus nachhaltigen Fasern bestehen.